# Каплиця святого Миколая (Шманьківці)

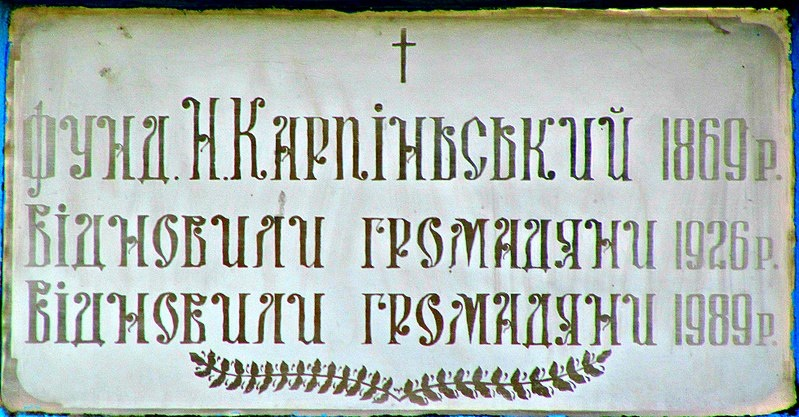
Таблиця, яка встановлена на фасаді каплиці

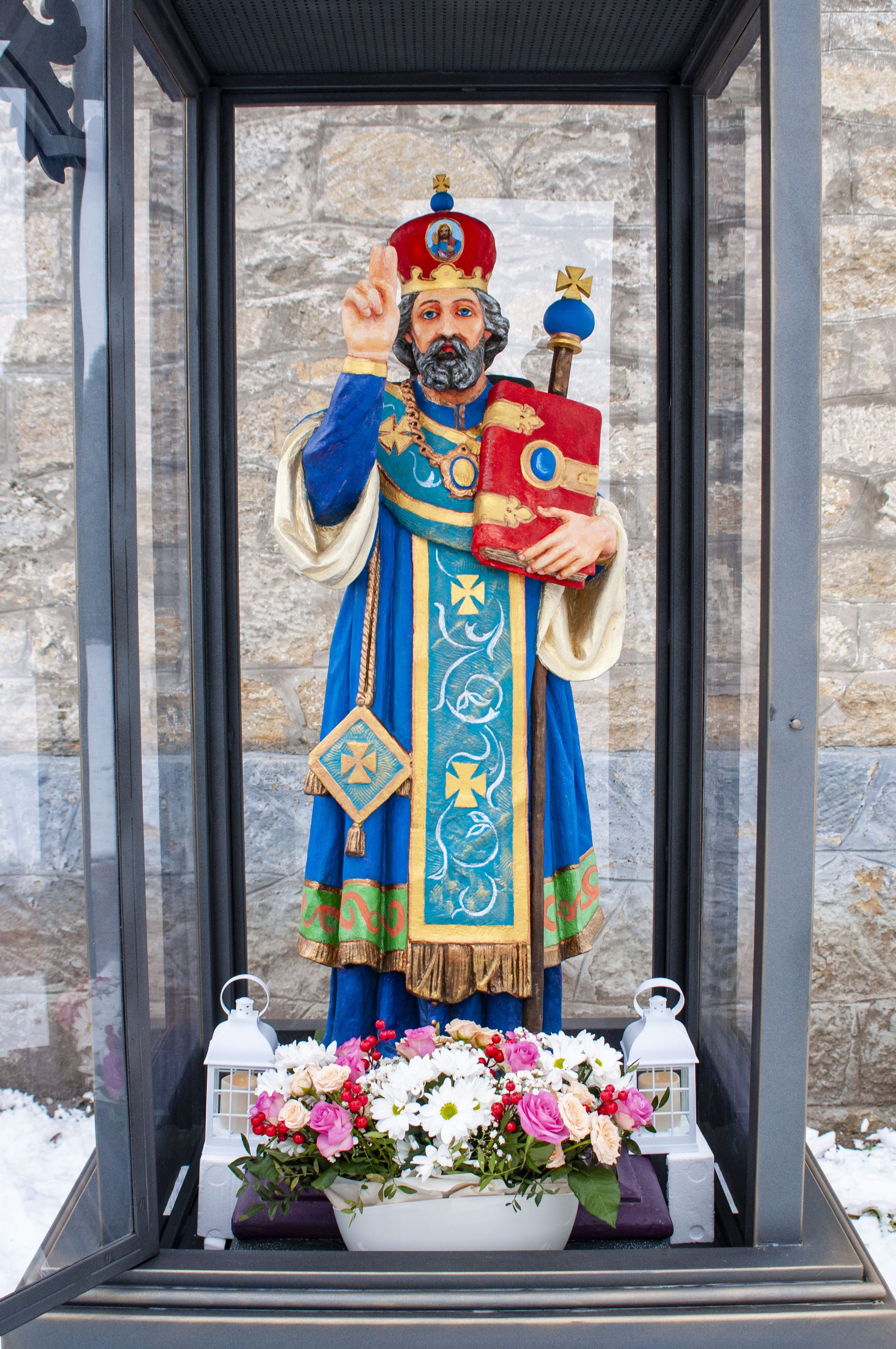
Статуя святого Миколая біля православної церкви

Каплиця святого Миколая в Шманьківцях — православна (ПЦУ) каплиця, щойновиявлена пам'ятка архітектури в селі Шманьківцях Заводської громади Чортківського району Тернопільської области України. Розташована на східній околиці села.

## Відомості
У 1869 році на честь скасування панщини в східній околиці було збудовано капличку святого Миколая. Фундатором будівництва був Миколай Карпінський. 
У 1926 році після повернення із заробітків з Канади жителі села Мартин та Анна Вавриневичі відновили капличку і пожертвували фігуру святого Миколая. 
За часів більшовицького режиму святиня зазнала руйнувань. Покійні Йосип Сивак та Михайло Вавриневич своїми руками спорудили накриття для фігури і перенесли її на подвір'я храму святих безсрібників Косми і Даміана. Згодом занедбану капличку знову пошкодили.
Ідею відновлення святині в 1989 році запропонували жінки, які поряд обробляли поля. Почали її ремонт, облаштували перекриття і поштукатурили. Свою працю внесли й односельці Володимир Зятик (майстрував дах), Петро Захарчук (двері), Орест Вавриневич (обрамлення та престіл для образу святого Миколая) та багато інших людей, які доклалися своєю допомогою на зібрання коштів. Планували придбати образ святого Миколая дві найактивніших односельчанки Анна Мацьків та Меланія Вавриневич. Для цього подалися в місто Сокаль Львівської області до Зіновія Тимошика, який був одним із малярів церкви. Він намалював образ і пожертвував його.
26 травня 2019 року відбулася святкова молитва з нагоди 150-річчя каплички святого Миколая.

## Сучасність
Нині за каплицею доглядає Галина Ушій. Щороку 18-19 грудня односельці приходять запалити свічку за добрий рік, урожай. Каплиця охороняє село від стихійних лих та бід.
Фото каплиці отримало відзнаку «Якісне зображення» (Quality image) проєкту Вікі любить пам’ятки / Wiki Loves Monuments Ukraine.